# Johnny i bomba
Johnny i bomba (tyt. oryg. Johnny and the Bomb) – powieść Terry’ego Pratchetta adresowana do młodszych czytelników, wydana w 1996 roku (tłumaczenie wydania polskiego Jarosław Kotarski). Ostatnia z cyklu opowieści o Johnnym Maxwellu.

## Fabuła
Johnny ratuje panią Tachyon, którą ktoś pobił i zostawił w zaułku. Johnny opiekuje się też jej nieznośnym kotem i wózkiem pełnym worków. Na tym jednak historia się nie skończy – Johnny odkryje sposób, by wrócić w przeszłość i uratować mieszkańców Blackbury, którzy zginęli w bombardowaniu w 1941 roku.